# Aldo Parisot

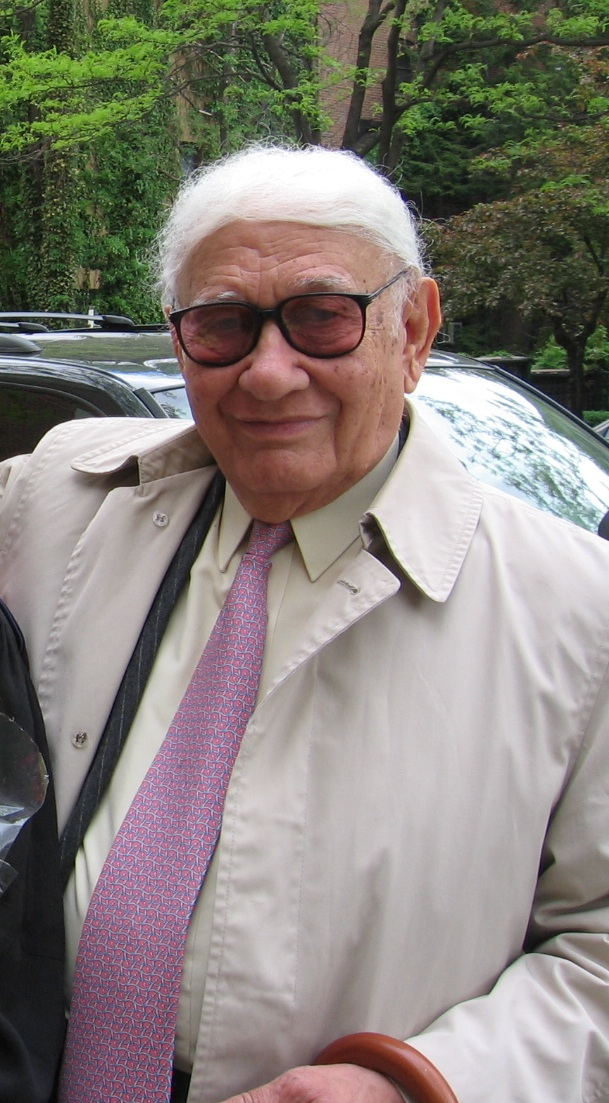
Aldo Parisot

Aldo Simoes Parisot (* 30. September 1918 in Natal (Brasilien); † 29. Dezember 2018 in Guilford (Connecticut)) war ein US-amerikanischer Cellist und Musikpädagoge brasilianischer Herkunft.

## Leben und Wirken
Parisot hatte ab dem siebenten Lebensjahr Cellounterricht und trat zwölfjährig mit dem Orquestra do Rio de Janeiro auf. Er studierte dann bei Emanuel Feuermann am Curtis Institute of Music und an der Yale University, wo er ab 1958 unterrichtete, 1994 die Samuel-Sanford-Professur für Musik erhielt und 2002 mit dem Gustave Stoeckel Award ausgezeichnet wurde.
1947 wurde er Mitglied des Boston Symphony Orchestra, mit dem er Konzerttourneen durch die USA und Europa unternahm. Als Konzertcellist, Kammermusiker und Solist trat er mit international bedeutenden Sinfonieorchestern und Kammerensembles u. a.  in Berlin, London, Paris, Amsterdam, Stockholm, Rio de Janeiro, München, Warschau, Chicago, Los Angeles und Pittsburgh unter der Leitung von Dirigenten wie Leopold Stokowski, John Barbirolli, Leonard Bernstein, Zubin Mehta, Pierre Monteux, Paul Paray, Eleazar de Carvalho, Wolfgang Sawallisch und  Paul Hindemith auf. Mehrere Komponisten, darunter Camargo Guarnieri, Quincy Porter, Alvin Etler, Cláudio Santoro, Joan Panetti, Ezra Laderman und Yehudi Wyner, schrieben Werke für ihn. Heitor Villa-Lobos widmete ihm sein Zweites Cellokonzert, dessen Uraufführung er mit den New Yorker Philharmonikern spielte.